# Muzeum v přírodě (Finsterau)
Muzeum v přírodě ve Finsterau plní úkol prezentovat někdejší život, hospodářství a stavitelství venkovského obyvatelstva Dolního Bavorska v Německu. 
Skanzen Finsterau se nachází v Bavorském lese nedaleko českých hranic. Jsou v něm usedlosti, kompletní farmy, vesnická kovárna a hostinec. Každodenní život rolníků a nádeníků v této oblasti byl namáhavý. Ve skanzenu Finsterau jsou věci každodenní potřeby, jako jsou nástroje nebo tkané látky, umístěny do původního kontextu. Konají se zde také festivaly, trhy a speciální výstavy, kde řemeslníci prezentují své řemeslo. Návštěvníci muzea jsou obsluhováni ve starém hostinci z Kirchaitnachu.

## Některé z objektů

### Kapplhof
Dům a dvůr byly několikrát přestavovány, opravovány a rozšiřovány. Styl roubeného domu, jaký byl v malých vesničkách a vesničkách vnitřního Bavorského lesa v 17. a 18. století, zůstal zachován. Obytný dům a chlév jsou sjednoceny pod plochou sedlovou střechou krytou šindelem, stejnou střechu má pečlivě roubená bedna na obilí a podobně je postavena i stáj.

### Petzi-Hof
Do skanzenu byl přenesen celý statek z Pötzerreutu. Dům z roku 1704 je nejstarší, stodola z roku 1927 nejmladší stavbou. Srdcem každého pokoje jsou zděná kamna.

### Schanzer-Häusl
Objekt z bavorského Riedelsbachu je skutečným šumavským domem. Tento typ domů existoval jak ve vnitřním Bavorsku, tak na Šumavě. Dům byl postaven v letech 1826 až 1840 a byl obýván až do roku 1963. Charakteristickým znakem tohoto typu domu je nízká valbová střecha se šindelovou krytinou, která kryje obytnou část ve srubové konstrukci a stáje převážně z přírodního kamene. Byt, chlév a stodola jsou spojeny pod jednou střechou.